# 昔里鈐部
昔里钤部（1191年—1259年），蒙古帝国将领。又作昔里甘卜，本名李益立山。西夏沙州钤部（甘卜，官号），唐兀昔里氏。
其父答儿沙，在西夏为官，他年轻时通晓儒学、佛学，懂得音律。1226年，率部归降蒙古。次年和忽都铁木儿招降攻沙州（今甘肃省敦煌市），中伏兵，他救出主帅，被成吉思汗嘉奖，进围攻克肃州（今甘肃省酒泉市）。1235年随从拔都、速不台征西域，后至宽田吉思海（今里海）。征斡罗斯（俄罗斯），到达也里赞城。1239年冬，抵达阿速灭怯思城。城固久攻不下，昔里钤部率敢死士十人，用云梯登城取胜，授千户，升断事官。1246年升为大名路达鲁花赤。1259年，随忽必烈征南宋，他负责军饷供给。中途病归，在家中得病去世。其子愛魯。

## 延伸阅读
[在维基数据编辑]
 《元史/卷122》，出自宋濂《元史》
 《新元史/卷131》，出自柯劭忞《新元史》